# Cupid's Inspiration
Cupid's Inspiration is een Britse popband uit Stamford (Lincolnshire).

## Geschiedenis
De band werd oorspronkelijk geformeerd onder de naam The Ends. Ze scoorden twee tophits in de Britse hitlijst: Yesterday Has Gone (juli 1968, #4), eigenlijk een hit voor Little Anthony & the Imperials en My World (oktober 1968, #33). In 1970 werd leadzanger Terry Rice-Milton vervangen door John Lynch en dan door Martin Cure, die diverse muzikanten uit Leamington Spa aan de band toevoegde, dus niemand van de hitmakende band bleef na deze wijzigingen.
Rice-Milton had zijn derde hit met You're My World (1970), een song die eerder een hit werd door Petula Clark. Bassist Gordon Haskell voegde zich later bij King Crimson.
Vanaf 1978 begon de band hardere rocksongs te schrijven en op te nemen. Ze werden uitgevoerd onder een andere naam, eerst als 4 Wheel Drive, later als Chevy, om vervreemde Cupid's Inspiration-fans te ontwijken. Ze contracteerden Steve Walwyn, later Dr. Feelgood. Als Chevy toerden ze met gevestigde bands als Alvin Lee, Hawkwind en Gillan. Chevy nam twee BBC In Concert Programmes op, bracht drie singles uit: Too Much Loving / See The Light, The Taker / Life on the Run en Just Another Day / Rock On en het album The Taker, uitgebracht in september 1980.
Tijdens de jaren 1990 en de vroege jaren 2000 speelden enkele leden van de band tijdens reünieshows met andere bands uit deze periode. In 2010 keerde Bob Poole na 18 jaar terug uit Duitsland en samen met Paul Shanahan, Paul Thomas (zanger) en Rick Medlock (drums) hervormden ze Cupid's Inspiration door later Rick Medlock te vervangen door Roger Gray (drums), de oorspronkelijke drummer die speelde op alle platen tot zijn afscheid in 1972.
In september 2012 speelden de oprichters Terry Rice-Milton en Laughton James, samen met Bernie Lee en Tony Peck (drums) van The Ends een reünie-concert in hun thuishaven Stamford, waarvan ze hoopten dit te kunnen herhalen in 2014.
De hitsingle Yesterday Has Gone (geschreven door Teddy Randazzo en Victoria Pike), werd uitgebracht op vele compilatiealbums, waaronder Sixties Power Ballads – The Greatest Driving Anthems in the World… Ever! (2007), net als hun originele album Yesterday Has Gone (1969).

## Bezetting over de jaren
- Terry Rice-Milton (geboren als Terence 'Terry' Bull, 5 juni 1946, Stamford, Lincolnshire - (leadzang, tot 1970)
- Laughton James (geboren als James 'Jimmy' Laughton, 21 december 1946, Stamford, Lincolnshire) - (basgitaar, tot oktober 1968)
- Garfield Tonkin (geboren als John Sharpe, 28 september 1946, Stamford, Lincolnshire) - (keyboards, tot 1969)
- Wyndham George (geboren als Geoffrey Wyndham Hart, 20 februari 1947, Stamford, Lincolnshire) - (gitaar, tot oktober 1968)
- Bernie Lee (geboren July 1943, North Wales) - (leadgitaar, oktober 1968 tot 1970) (ex-Umbrella)
- Gordon Haskell (geboren als Gordon Hionides, 27 april 1946, Verwood, Dorset) - (bas, oktober 1968 tot 1969)
- Roger Gray (geboren 29 April 1947, Stamford) (drums, tot 1972 en 2014)
- David Morris (London) (elektronisch orgel, 1969 en later)
- Derek Needham (geboren 10 oktober 1945, Londen) - (bas, 1969 tot 1971)
- Martin Cure (leadzang, 1970 tot 2008)
- Paul Shanahan (leadgitaar/zang, 1970 tot 1985 en 2010 tot 2014)
- Jim Batty (gitaar, 1985 tot 2008)
- Bob Poole (basgitaar/zang, 1970 tot 1985 en 2010 tot 2014)
- Andy Chaplin (drums, 1970 tot 1981)
- Eamonn Carr (gitaar/zang, 1972)
- Paul Brooke (drums, 1981 tot 2008)
- Keith Hancock (bas, 1987 tot 2008)
- Ted Duggan (drums, 1987 tot 2008)
- Paul Thomas (zang, 2010 tot 2014)
- Rick Medlock (drums, 2010 tot 2013)